# 社会党国际局
社会党国际局（法語：Bureau Socialiste International）是第二国际的常设机构，于1900年巴黎国际社会党代表大会上成立。在此之前，第二国际没有任何组织性架构，仅仅是由一系列定期召开的代表大会组成，甚至连代表大会的名称都不统一，并由下一次代表大会的主办党派负责组织会议。
社会党国际局成立后，负责在各次代表大会之间定期召开会议。社会党国际局在比利时首都布鲁塞尔设有常设秘书处。社会党国际局一共召开16次全体会议。
社会党国际局的成员构成较为灵活，每次会议由各国的成员组织派遣1—3名代表参加。许多社会主义运动中的杰出人物，以及若干未来的国家或政府首脑，都曾是其成员。